# Happelstraße 51 (Heilbronn)

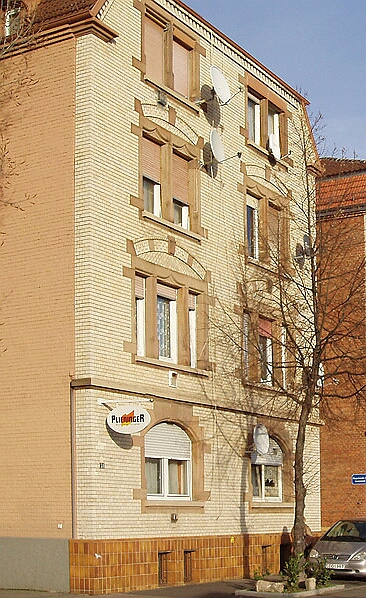
Haus Happelstraße 51

Das Haus Happelstraße 51 ist ein denkmalgeschütztes Gebäude in Heilbronn.

## Beschreibung
Das dreieinhalbgeschossige Gebäude in Sichtziegelmauerwerk wurde in den Jahren 1904 bis 1905 als Arbeiterwohnhaus durch Schreinermeister Ernst Nahm gemäß den Plänen des Architekten Schulz aus Heilbronn errichtet. Bemerkenswert ist die alternierende Gestaltung der Fenster. So sind abwechselnd Drillingsfenster und Zwillingsfenster an der Fassade zu sehen.

## Geschichte
1950 gehörte das Gebäude dem Scheiner Gottlieb Brändle und der Witwe Friederike Frenz. Im Gebäude 51/1 betrieb Otto Brändle eine Schreinerei. 1961 war das Haupthaus im Besitz von Otto Brändle, der im Nebengebäude immer noch seine Schreinerei hatte, und Richard Frenz.